# Bad Sulza
De landgemeente Bad Sulza is een stad en een door de Duitse staat erkend kuuroord in het noordoosten van Thuringen. De stad ligt aan de rivier Ilm en maakt deel uit van de Landkreis Weimarer Land. Bad Sulza ligt aan de rand van de regio Saale-Unstrut, het belangrijkste wijnbouwgebied van Oost-Duitsland. Bad Sulza telt 7.678 inwoners.

## Indeling
Bad Sulza ontstond door de fusie van de naburige plaatsen Stadtsulza (het huidige stadscentrum), Dorfsulza en Bergsulza. Daarnaast behoort de uit de zoutwinning ontstane nederzetting Oberneusulza tot Bad Sulza, terwijl Unterneusulza in het gebied van Großheringen ligt. Tevens is het noordelijker gelegen dorp Sonnendorf deel van Bad Sulza. Sinds 31 december 2012 horen de tot dan toe zelfstandige gemeenten Auerstedt, Flurstedt, Gebstedt, Reisdorf en Wickerstedt als ortsteil tot de nieuw gevormde landgemeente Bad Sulza en op 1 januari 2019 werd ook de gemeente Ködderitzsch opgenomen.

## Geschiedenis
Bad Sulza is ontstaan in 1907 door de samensmelting van Dorfsulza en Stadt Sulza.

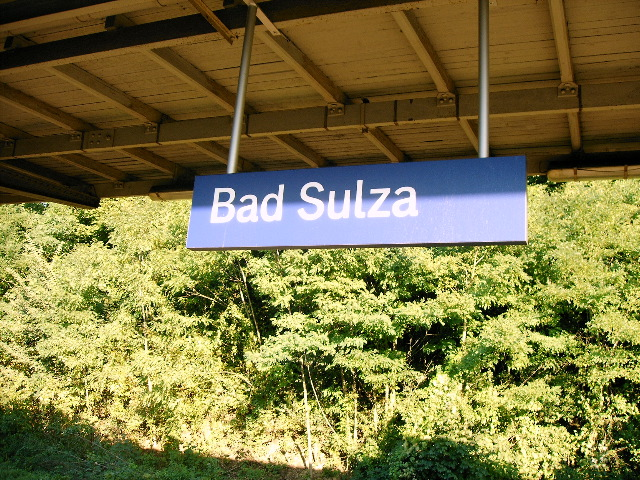
Het stationsplaatsnaambord van het kleine, tweesporige station van de Duitse plaats Bad Sulza

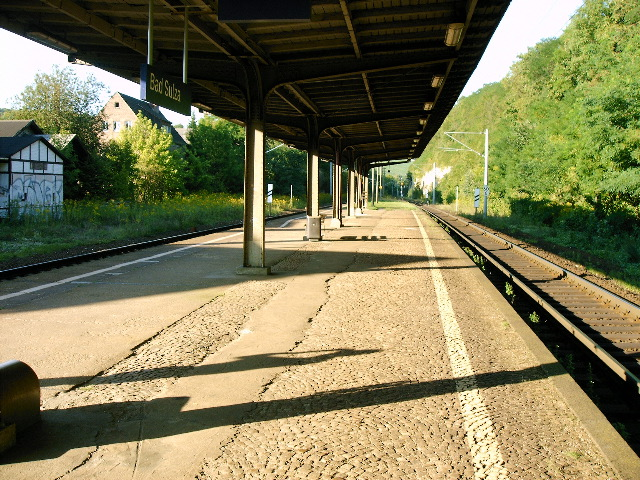
Het tweesporige station en perron van de Duitse plaats Bad Sulza

Am Ettersberg ·
Apolda ·
Bad Berka ·
Bad Sulza ·
Ballstedt ·
Bechstedtstraß ·
Blankenhain ·
Buchfart ·
Daasdorf a. Berge ·
Döbritschen ·
Eberstedt ·
Ettersburg ·
Frankendorf ·
Großheringen ·
Großschwabhausen ·
Hammerstedt ·
Hetschburg ·
Hohenfelden ·
Hopfgarten ·
Ilmtal-Weinstraße ·
Isseroda ·
Kapellendorf ·
Kiliansroda ·
Kleinschwabhausen ·
Klettbach ·
Kranichfeld ·
Lehnstedt ·
Magdala ·
Mechelroda ·
Mellingen ·
Mönchenholzhausen ·
Nauendorf ·
Neumark ·
Niedertrebra ·
Niederzimmern ·
Nohra ·
Obertrebra ·
Oettern ·
Ottstedt a. Berge ·
Rannstedt ·
Rittersdorf ·
Saaleplatte ·
Schmiedehausen ·
Tonndorf ·
Troistedt ·
Umpferstedt ·
Vollersroda ·
Wiegendorf